# デイトン美術館
デイトン美術館(The Dayton Art Institute, (DAI))は、アメリカ合衆国オハイオ州デイトンにあるファインアートの美術館である。 
1919年に、前身である「デイトン・ミュジアム・オブ・ファイン・アート」(Dayton Museum of Fine Art)が設立され、1930年にエドワード・B・グリーン(Edward Brodhead Green: 1855-1950)の設計した現在の建物に移動した。教育、研究機関としての位置づけを強調するために、「デイトン・アート・インスティチュート(Dayton Art Institut)」に改名された。建物はティヴォリのエステ家別荘をモデルに設計された。
美術館の建物はアメリカ合衆国国家歴史登録財に登録されている。

## 主な収蔵品

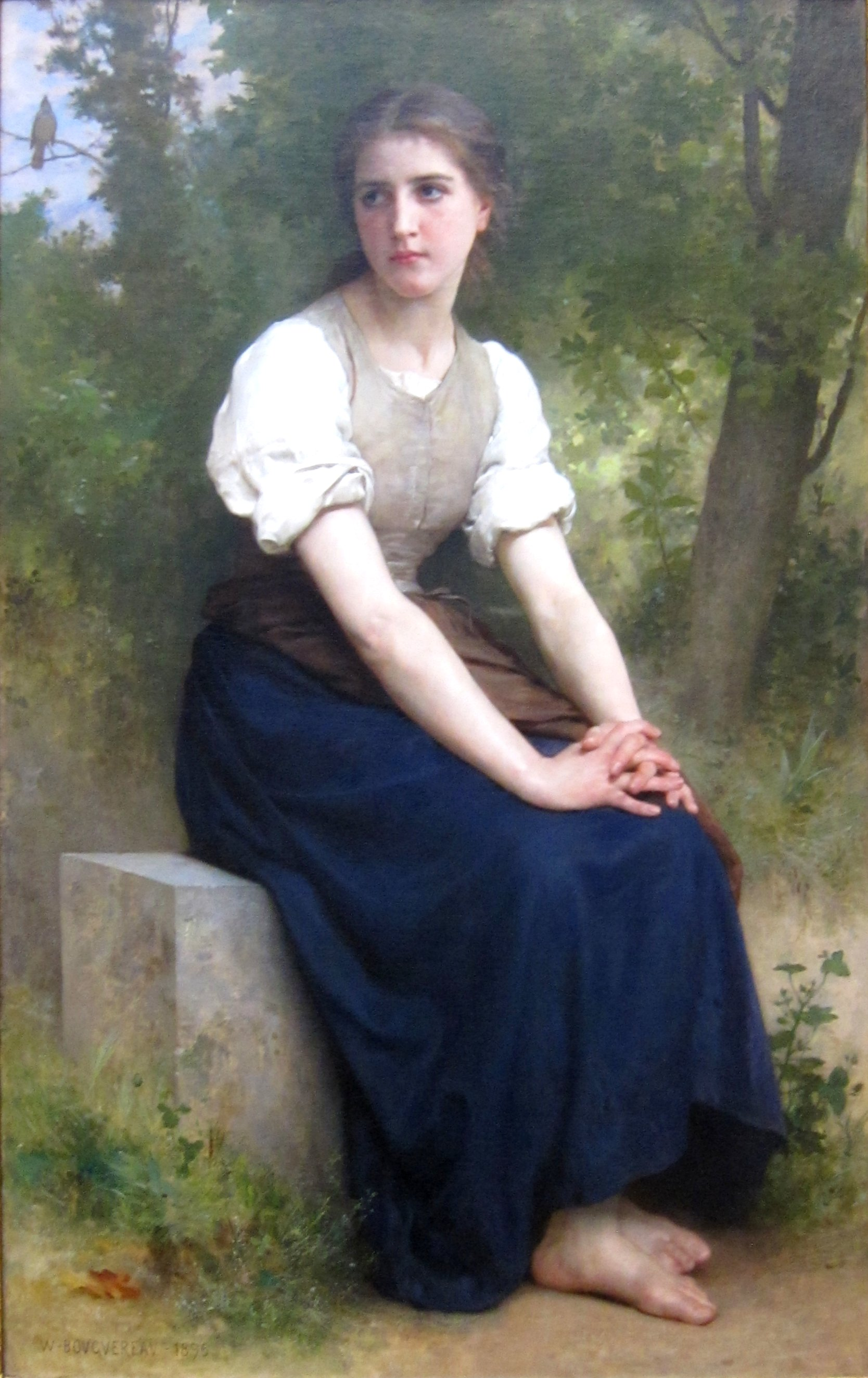
The Song of the Nightingale ウィリアム・アドルフ・ブグロー
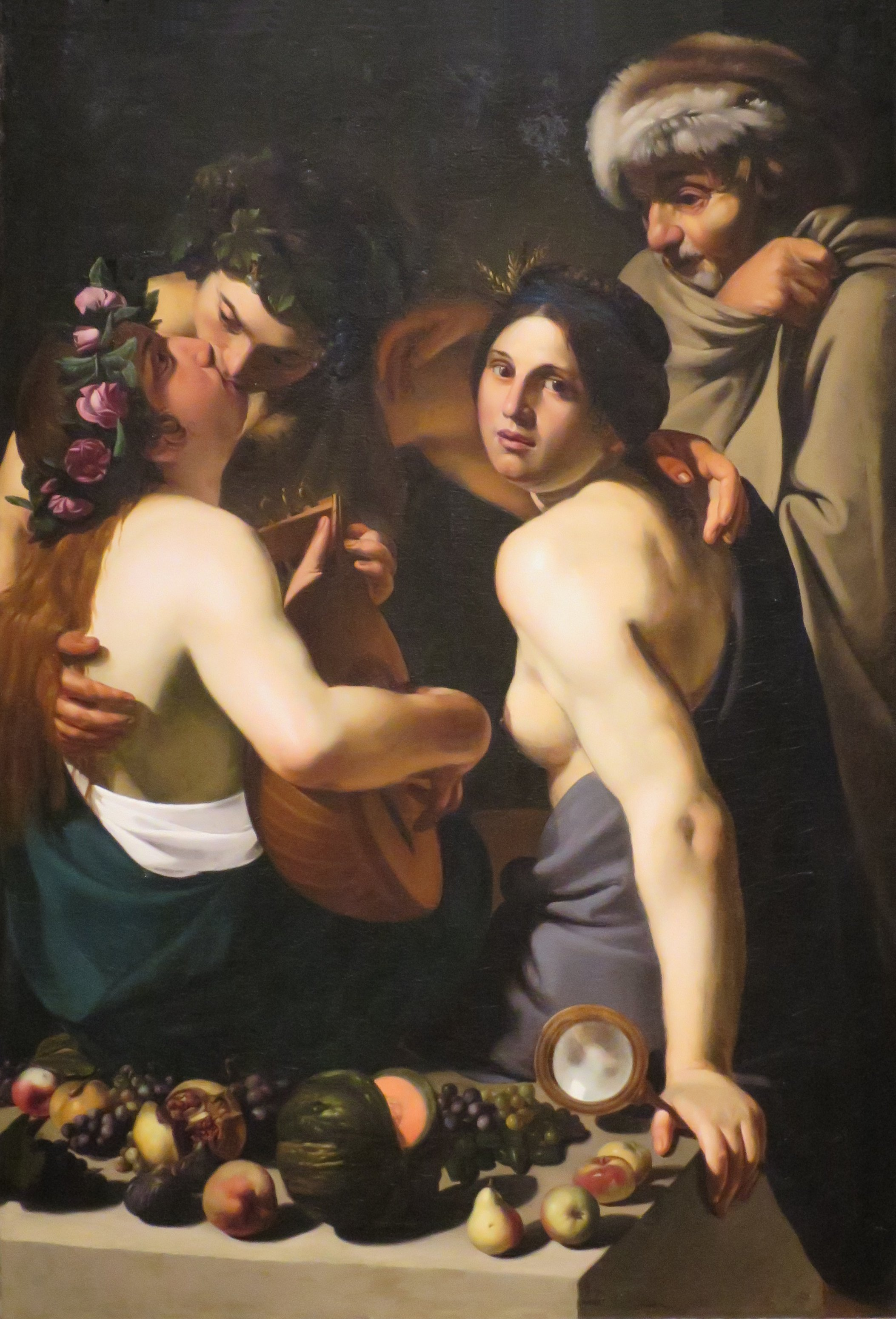
Study Heads of an Old Man ピーテル・パウル・ルーベンス
- High Noon エドワード・ホッパー
- Aurora Red Ikebana with Bright Yellow Stems デイル・チフーリ
- After the Bath エドガー・ドガ
- Stacks in Celebration チャールズ・シーラー
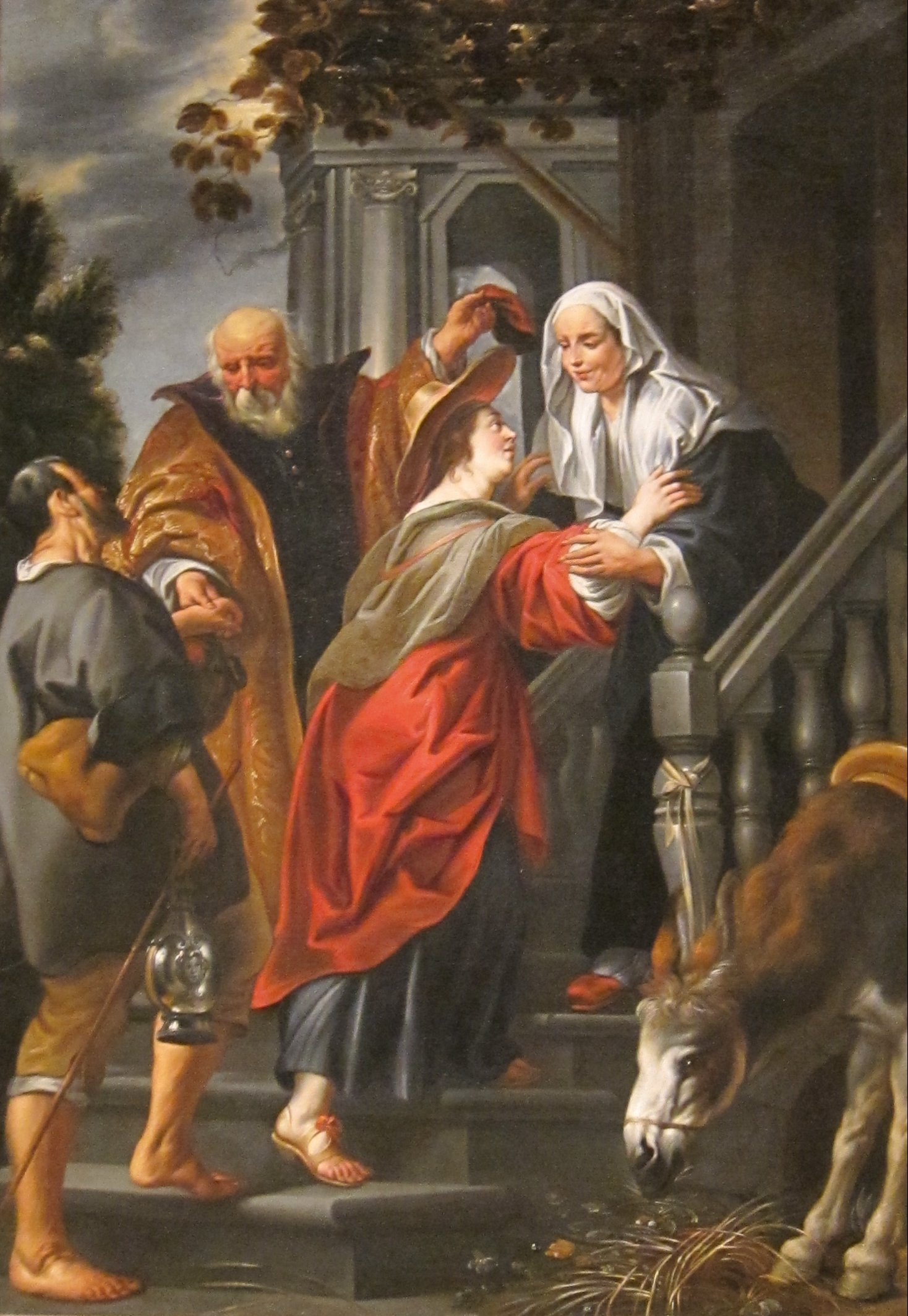
Scene in Yosemite Valley アルバート・ビアスタット
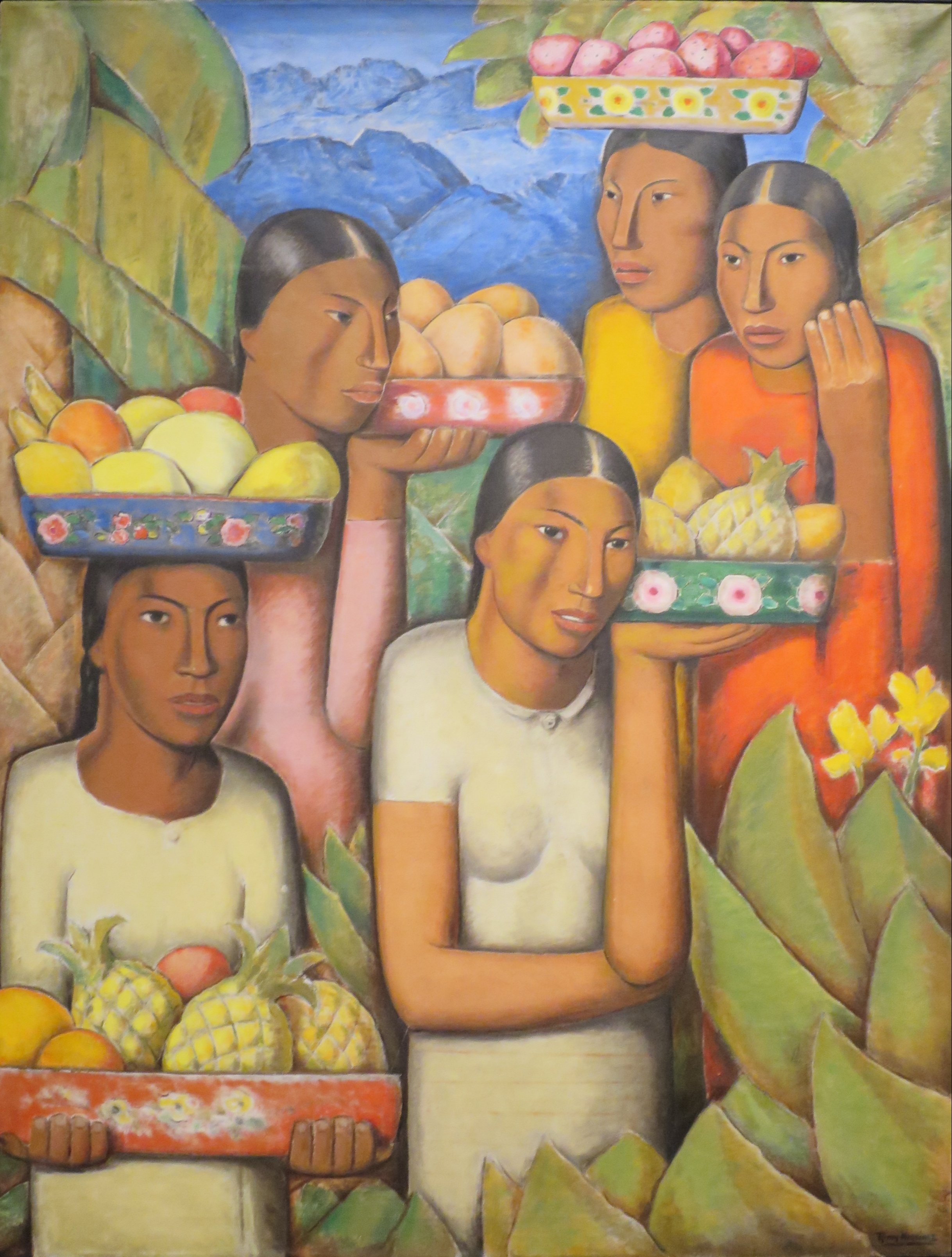
果物売り(c.1937) アルフレード・ラモス・マルチネス

- Allegory of the Four Seasons バルトロメオ・マンフレディ
- Water Lilies クロード・モネ
- American Indian Series (Russell Means) アンディ・ウォーホル
- Homage to Painting ロイ・リキテンスタイン

### ギャラリー
- The Song of the Nightingale 
ウィリアム・アドルフ・ブグロー
- Allegory of the Four Seasons
 バルトロメオ・マンフレディ
- "The Visitation" (c.1642)
ヤーコブ・ヨルダーンス
- 果物売り(c.1937)
アルフレード・ラモス・マルチネス

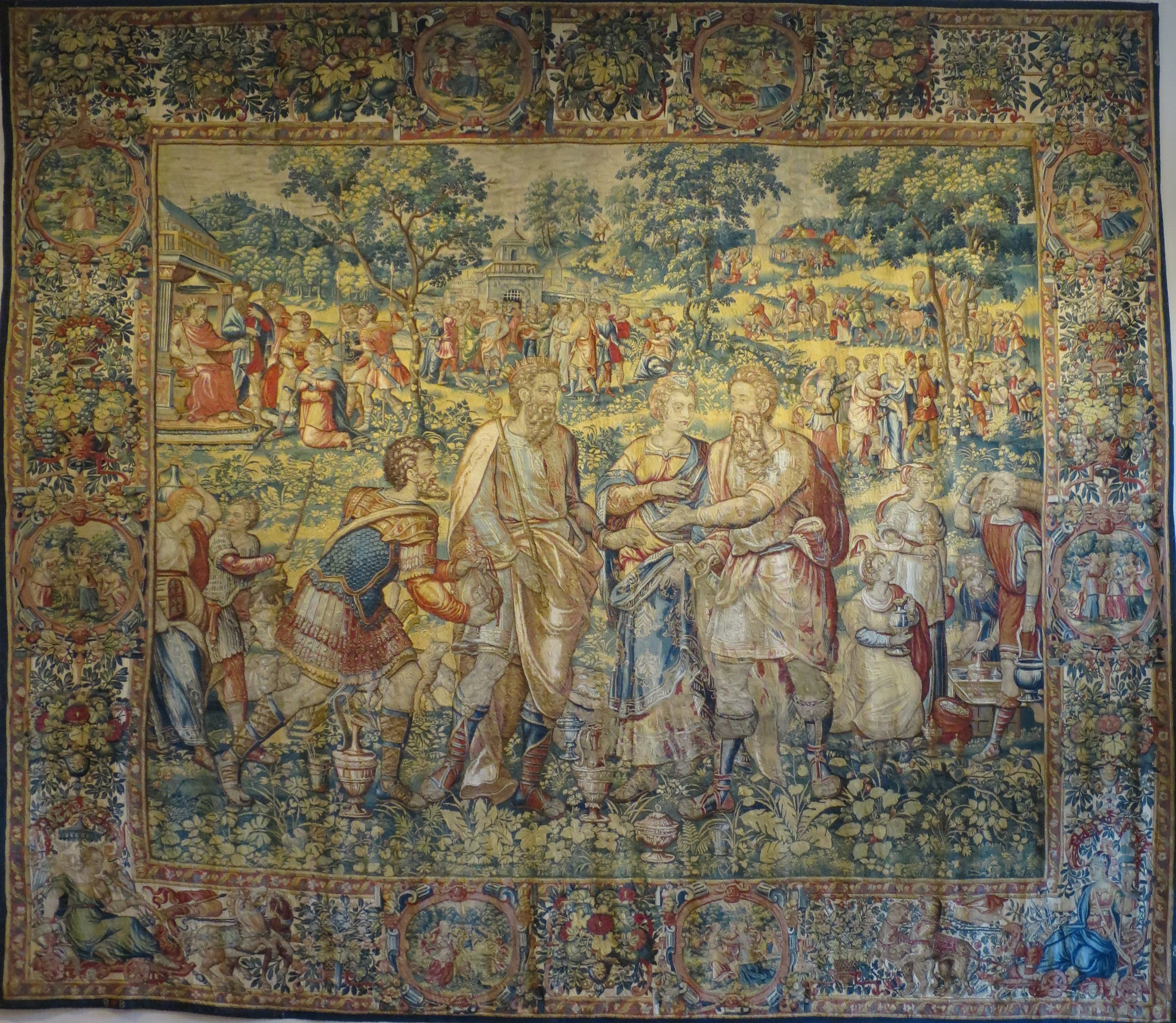
King Abimelech Restores Sarah to her Husband, Abraham', Flemish tapestry, Frans Geubels
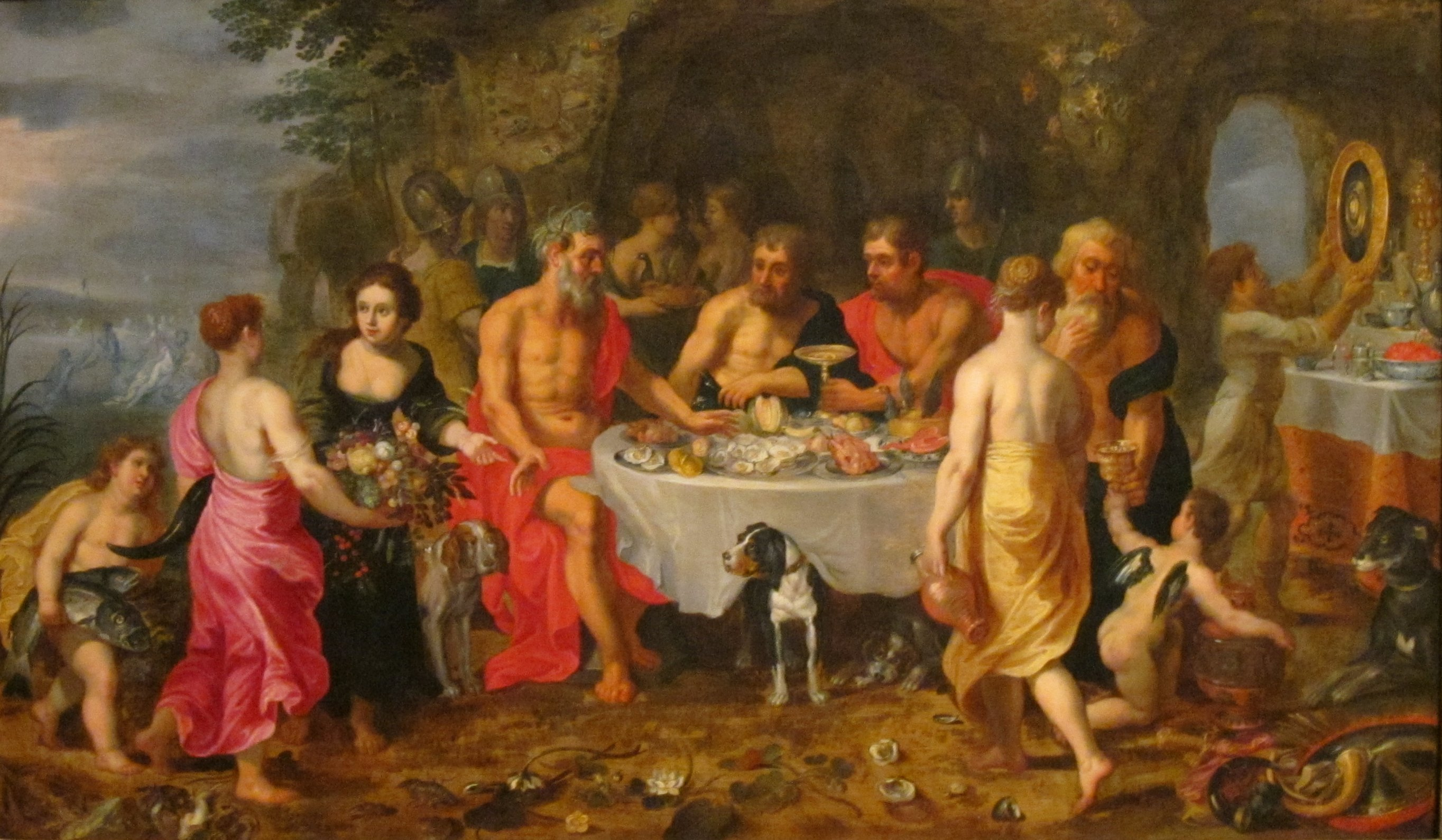
The Feast of Achelous ヤン・ブリューゲル (子)、ヘンドリック・ファン・バーレン
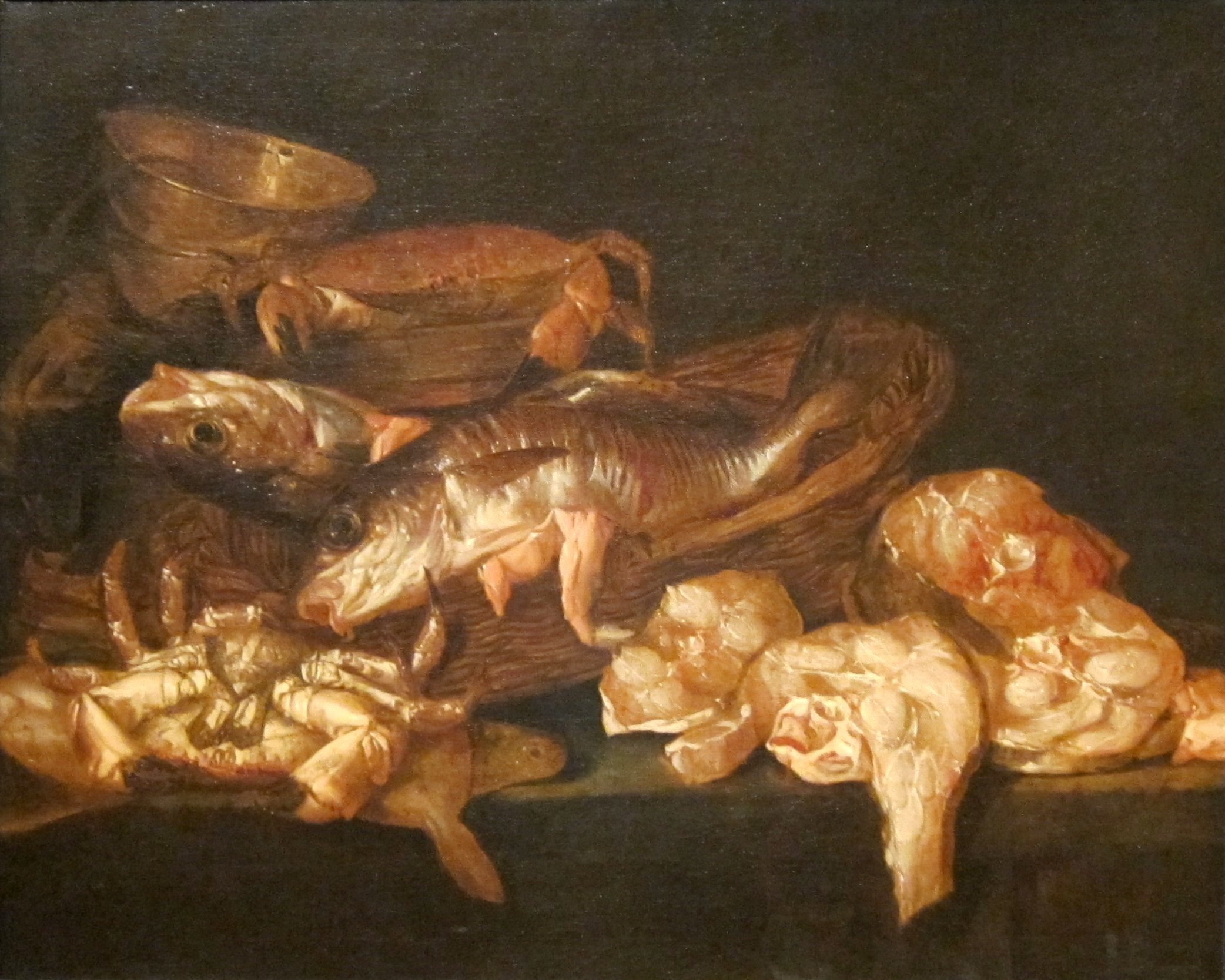
魚のある静物画 (1650/1660) アブラハム・ファン・ベイエレン